# 87 Puppis
87 Puppis (F Puppis) é uma estrela na direção da Puppis. Possui uma ascensão reta de 07h 18m 33.52s e uma declinação de −39° 12′ 37.1″. Sua magnitude aparente é igual a 5.24. Considerando sua distância de 469 anos-luz em relação à Terra, sua magnitude absoluta é igual a −0.55. Pertence à classe espectral A0V.